# Comtat de Haldimand
El comtat de Haldimand (Haldimand County) és un municipi rural a Ontario. El cens de 2011 tenia 44.876 habitants.

## Història
La història del comtat de Haldimand està estretament associada a la del comtat veí de Norfolk. Haldimand es va crear com a comtat el 1800 a partir de part de Norfolk. Porta el nom del governador de Quebec Frederick Haldimand. El 1844, les terres van ser retornades a la Corona per les Sis Nacions. Els dos comtats es van separar fins al 1974, quan es van unir com a regió municipal de Haldimand-Norfolk. El 2001, els comtats es van separar de nou. Tot i que tots dos conserven el nom del comtat per motius històrics, es governen com a municipis simples sense governs inferiors. Haldimand es forma a partir de la fusió de les antigues ciutats de Haldimand i Dunnville, així com de la part oriental de la ciutat de Nanticoke. El febrer del 2006, una disputa sobre les terres a prop de Caledònia enfronta les primeres nacions amb el govern d'Ontario per un desenvolupament residencial en construcció fora de la ciutat que els membres de la nació Mohawk consideren com a propi.

## Zones protegides
- Àrea de conservació de Haldimand
- Parc provincial de Selkirk
- Àrea de conservació de Taquanyah
- Àrea de conservació del bosc de Hedley
- Àrea de conservació de Canborough
- Àrea de conservació de les vies de Ruigrok
- Àrea de conservació d'Oswego
- Àrea de conservació de l'illa Byng
- Parc provincial Rock Point
- Àrea nacional de vida salvatge de l'illa Mohawk

## Demografia
| 2001  | 2006  | 2011  | 2016  |
| ----- | ----- | ----- | ----- |
| 43728 | 45212 | 44876 | 45608 |